# Jerzy Baumann
Jerzy Baumann (1564–1607) – wrocławski drukarz pochodzący z Erfurtu. Przejął drukarnię zmarłego nagle w 1576 roku Kryspina Szarffenberga poprzez małżeństwo z wdową po jego synu Janie. Przejętą drukarnię rozbudował i urządził własną gisernię, przyczyniając się do rozkwitu śląskiego drukarstwa. 

## Życiorys
Był synem drukarza z Erfurtu, również Jerzego. Po śmierci ojca drukarnię i księgarnię przejął starszy syn, a młodszy Jerzy po wyuczeniu się zawodu opuścił rodzinne miasto, w którym ukończył studia i uzyskał tytuł magistra. Dotarł do Wrocławia, gdzie objął funkcję kierownika oficyny (faktora) u wdowy po Janie Szarffenbergu, Magdaleny (z domu Schromm). W 1589 roku ożenił się z nią i objął na własność dobrze prosperujące przedsiębiorstwo. Rok później otrzymał pierwszy przywilej od rady miejskiej gwarantujący mu prawo wyłączności drukowania ksiąg na terenie Wrocławia (obejmował on także spadkobierców Jerzego). Baumann chciał rozszerzyć sprzedaż swoich wydawnictw zarówno pod względem ilości tytułów, jak i zasięgu terytorialnego działalności. 26 stycznia 1596 roku otrzymał od cesarza Rudolfa II kolejny przywilej: monopol na druk kalendarzy i prognostyków, co umocniło jego pozycję na rynku wrocławskim. 
Oficyna Jerzego Baumanna była związana ze szkolnictwem i kościołem, co przyczyniło się do dużej produkcji i jej nieprzerwanego wzrostu na przestrzeni lat. Cieszyła się dużym powodzeniem, drukując dzieła o treści religijnej, prace astronomiczne, podręczniki szkolne, kalendarze, druki okolicznościowe, utwory poetyckie. Baumann był zapobiegliwym przedsiębiorcą. Drukował wiele, ale także dbał o estetykę swych publikacji, co gwarantowało rozwój i popularność jego oficyny. Poprzez przywiązywanie dużej wagi do wyglądu książki i znawstwo sztuki drukarskiej realizował ambitne plany dorównania poziomem druków najlepszym warsztatom zagranicznym. Dzięki temu oficyna odegrała znaczącą rolę w rozwoju życia umysłowego i kultury mieszczańskiej Wrocławia i całego Śląska. Chętnie publikował dzieła humanistów śląskich, lecz pozostawał także w ścisłych kontaktach z Krakowem, stąd częste przedruki kalendarzy i prognostyków tamtejszych autorów.
Silna pozycja Baumanna doprowadziła do jego konfliktu z księgarzami, którzy oskarżali go o zbyt wygórowane ceny (wyższe niż druki zagraniczne) oraz drzeworytnikami i kartografami, których obejmował zakaz druku poza oficyną Baumanna. Po 1596 roku jego pozycja umocniła się, gdyż – omijając pośrednictwo księgarzy – sam sprzedawał książki i kalendarze, które drukował. 
Dzięki energii i przedsiębiorczości Baumanna drukarnia otrzymywała coraz lepsze wyposażenie w miarę postępu technicznego. Założył też własną gisernię. W 1604 roku wydał wzory czcionek, które odlał giser Paweł Sesse z Pragi. Uruchomił odlewnię czcionek, odnawiając niszczejące zasoby typograficzne; dostarczał także czcionki innym drukarniom na Śląsku. W wyposażeniu tłoczni znalazło się 10 zestawów czcionek o kroju fraktury, 6 szwabachy, 10 antykwy, 5 kursywy, 3 rodzaje czcionek greckich, pismo hebrajskie oraz pierwsze w Europie środkowej czcionki arabskie. Drukarnia Baumanna zasłynęła także z wielu estetycznych czcionek nutowych, które umożliwiły tłoczenie druków muzycznych, głównie o charakterze religijnym, ale także świeckim, zwłaszcza twórców śląskich. 
Zmarł 9 marca 1607 roku, a zarządzanie drukarnią objęła jego żona Magdalena, a następnie syn Jerzy Baumann młodszy (1592-1650), który uczył się drukarstwa u Mikołaja Schneidera-Sartoriusa, a później w oficynach holenderskich. W 1613 roku podjął pracę w prowadzonej przez matkę oficynie, a w 1618 roku objął samodzielne kierownictwo. Jerzy Baumann syn ojcowską drukarnią kierował przez 32 lata (1618-1650) i pierwszy we Wrocławiu próbował drukować czasopismo „Wochentliche Zeitungen”. Nagła śmierć oddała oficynę w ręce jego spadkobierców, a drogą dalszego dziedziczenia znalazła się ona w 1729 roku w posiadaniu rodziny Grassów.